# Гроза, Алекс
Александер Джон «Алекс» Гроза (англ. Alexander John "Alex" Groza; 7 октября 1926, Мартинс-Ферри, Огайо, США — 21 января 1995, Сан-Диего, Калифорния, США) — американский профессиональный баскетболист и тренер, запомнившийся своими выступлениями на студенческом уровне в составе «Великолепной пятёрки» из «Кентукки Уайлдкэтс». Играл в Национальной баскетбольной ассоциации за клуб «Индианаполис Олимпианс». Его старший брат Лу Гроза — 4-кратный чемпион НФЛ в составе «Кливленд Браунс». Чемпион Летних Олимпийских игр 1948 года в Лондоне. В 1951 году он был пожизненно отстранён от игр в НБА за подтасовку результатов игр.

## Ранние годы
Алекс Гроза родился 7 октября 1926 года в городе Мартинс-Ферри (штат Огайо), учился там же в одноимённой школе, в которой играл за местную баскетбольную команду. В её составе он два года подряд выигрывал первенство штата Огайо среди школьных команд (1943—1944).

## Студенческая карьера
В 1949 году закончил Кентуккийский университет, где в течение четырёх с перерывом лет (в 1945—1946 годах ему пришлось на один год прервать свою учёбу в университете, так как в это время он служил в армии) играл за баскетбольную команду «Кентукки Уайлдкэтс», в которой провёл успешную карьеру под руководством тренера, члена Зала славы баскетбола, Адольфа Раппа, набрав в 120 играх 1744 очка (в среднем 14,5 за игру). При Грозе «Дикие коты» четыре года выигрывали регулярный чемпионат и турнир Юго-Восточной конференции (1945, 1947—1949), а также два года подряд выходили в плей-офф студенческого чемпионата США (1948—1949).
Два года кряду «Кентукки Уайлдкэтс» становились чемпионами Национальной ассоциации студенческого спорта (NCAA), а Алекс Гроза, будучи капитаном команды, два года подряд становился лучшим её бомбардиром и признавался самым выдающимся игроком этого баскетбольного турнира. 19 марта 1948 года они вышли в финал четырёх турнира NCAA (англ. Final Four), где сначала в полуфинальном матче, 20 марта, обыграли команду Джорджа Кафтана и Боба Коузи «Холи-Кросс Крузейдерс» со счётом 60—52, в котором Гроза стал лучшим игроком матча, набрав 23 очка, а затем в финальной игре, 23 марта, разгромили команду Джеки Робинсона и Рэда Оуэнса «Бэйлор Бирс» со счётом 58—42, в которой Алекс также стал лучшим игроком матча, набрав 14 очков. В следующем сезоне «Дикие коты» повторно вышли в финал четырёх турнира NCAA, где сначала в полуфинальном матче, 22 марта, по всем статьям обыграли команду Билла Эриксона и Дуайта Эддлемана «Иллинойс Файтинг Иллини» со счётом 76—47, в котором Гроза стал лучшим игроком матча, набрав 27 очков, а затем в финальной игре, 26 марта, обыграли команду Джей Эл Паркса и Боба Харриса «Оклахома A&M Эггис» со счётом 46—36, в которой Алекс опять же стал лучшим игроком матча, набрав всего 25 очков.
Кроме того в 1947 году баскетболисты «Кентукки Уайлдкэтс» стали вице-чемпионами Национального пригласительного турнира (NIT), проиграв в финальном матче в упорной борьбе команде университета Юты «Юта Ютес» со счётом 45—49. Три года подряд в составе «Диких котов» Алекс включался в сборную всех звёзд Юго-Восточной конференции (1948 и 1949 — 1-я команда, 1947 — 2-я), а также три года кряду — во всеамериканскую сборную NCAA (1947 и 1949 — 1-я команда, 1948 — 2-я). Свитер с номером 15, под которым Гроза выступал за «Кентукки Уайлдкэтс», был изъят из обращения и вывешен под сводами «Рапп-арены», баскетбольной площадки, на которой «Дикие коты» проводят свои домашние матчи.

## Профессиональная карьера
Играл на позиции центрового. В 1949 году Алекс Гроза был выбран на драфте БАА под 2-м номером командой «Индианаполис Олимпианс», выступавшей в Национальной баскетбольной ассоциации (НБА), где воссоединился со своими партнёрами по студенческой команде Клиффом Баркером, Ральфом Бирдом и Уоллесом Джонсом, в которой провёл всю свою непродолжительную профессиональную карьеру. В своём дебютном сезоне он в среднем за игру набирал 23,4 очка и был назван новичком года НБА (НБА до сих пор официально не признаёт результаты голосования до сезона 1952/53, так как в 1948—1952 годах новичок года выбирался авторами газетных публикаций). Всего в НБА провёл 2 сезона. В 1951 году принимал участие в матче всех звёзд НБА. Два года подряд включался в 1-ю сборную всех звёзд НБА (1950—1951). Всего за карьеру в НБА сыграл 130 игр, в которых набрал 2925 очков (в среднем 22,5 за игру), сделал 709 подборов и 318 передач.
В 1951 году он вместе с несколькими другими бывшими игроками университета Кентукки был обвинён в подтасовке результатов матчей в сезоне 1948/1949 годов. Комиссар НБА Морис Подолоф наложил на него пожизненный запрет на выступление в лиге.

## Карьера в сборной
В 1948 году Алекс Гроза стал в составе сборной США олимпийским чемпионом Летних Олимпийских игр в Лондоне, костяк которой составляли баскетболисты так называемой «Великолепной пятёрки» из «Кентукки Уайлдкэтс», а также игроки команды «Филлипс 66» из Любительского спортивного объединения (AAU).

## Тренерская карьера
После завершения профессиональной карьеры игрока Алекс Гроза работал главным тренером студенческой команды Белларминского университета «Беллармин Найтс» (Луисвилл, штат Кентукки), выиграв с ней в 1963 году чемпионский титул Межуниверситетской спортивной конференции Кентукки, в которой она выступала, а Гроза в том же году стал тренером года конференции. Учитывая то, что Алекс получил пожизненный запрет на любую деятельность в НБА, он решил попробовать свои силы на административном поприще в недавно образованной, не имеющей ничего общего с НБА, Американской баскетбольной ассоциации (АБА). В 1966 году Гроза устроился на должность генерального менеджера в команду «Кентукки Колонелс», а в 1970 году стал её временным главным тренером, в которой имел положительную динамику побед и поражений (2—0). В 1972 году Алекс переехал в Сан-Диего, где продолжил свою административную деятельность, став генеральным менеджером клуба «Сан-Диего Конкистадорс», сменив на этой должности Уилта Чемберлена, а перед началом сезона 1974/1975 годов стал его главным тренером, имея отрицательную динамику побед и поражений (15—23), в середине которого был уволен со своего поста из-за неудовлетворительных результатов команды, а на его место был назначен Берил Шипли, при котором «Конкистадорс» выступили не лучше (16—30), заняв в итоге последнее место в Западном дивизионе и не попав в плей-офф. В следующем сезоне команда сменила своё название на «Сан-Диего Сейлс», а Гроза перешёл на должность тренера клуба по развитию игроков, однако 12 ноября 1975 года после одиннадцати проведённых матчей (3—8) он был расформирован из-за недостаточной поддержки со стороны болельщиков.

## Последние годы и смерть
После ликвидации команды Гроза остался в Сан-Диего, где вплоть до своей смерти работал в качестве менеджера по продажам в фирме «Reynolds International». Его жену звали Джин Уотсон, которая родила ему двух сыновей и двух дочерей. Алекс Гроза умер в субботу, 21 января 1995 года, от рака на 69-м году жизни.